# 博爾特山
博爾特山(71°5′S 165°43′E / 71.083°S 165.717°E)是南極洲的山峰，位於維多利亞地的彭內爾海岸，處於彼得森海崖西北面9公里，屬於阿納雷山脈的一部分，海拔高度2,010米，美國地質調查局根據測量和該國海軍的空中照片繪入地圖，現時由南極條約體系管理。